# Pasquale Camerlengo

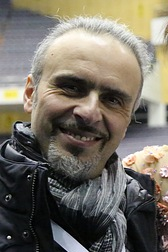
Pasquale Camerlengo, 2016

Pasquale Camerlengo (* 14. April 1966 in Mailand, Lombardei) ist ein ehemaliger italienischer Eiskunstläufer, der im Eistanz startete. Er arbeitet heute als Trainer und Choreograf.
Camerlengos erste Eistanzpartnerin war Stefania Calegari. Mit ihr wurde er 1989 und von 1991 bis 1993 italienischer Meister. Das Eistanzpaar nahm im Zeitraum von 1986 bis 1993 an sieben Europameisterschaften und sechs Weltmeisterschaften teil. Ihre beste Platzierung erreichten sie im Jahr 1992, als sie sowohl bei der Europameisterschaft wie auch bei der Weltmeisterschaft Vierte wurden. Im selben Jahr bestritten Camerlengo und Calegari in Albertville auch ihre einzigen Olympischen Spiele. Sie beendeten sie auf dem fünften Platz. 1993 trennte sich das Eistanzpaar.
Camerlengo versuchte es noch einmal an der Seite von Diane Gerencser, nahm mit ihr an den Europameisterschaften 1997 und 1998, der Weltmeisterschaft 1998 und den Olympischen Spielen 1998 teil, konnte aber keine vorderen Platzierungen erreichen.
Nach Beendigung seiner Wettkampfkarriere begann Camerlengo an der Seite von Anschelika Krylowa als Trainer und Choreograf in Detroit zu arbeiten. Er ist heute einer der profiliertesten und gefragtesten Choreografen. Zu seinen Schülern gehören u. a.
Federica Faiella & Massimo Scali und Kaitlyn Weaver & Andrew Poje. Camerlengo choreografierte u. a. Programme für Marie-France Dubreuil & Patrice Lauzon, Isabelle Delobel & Olivier Schoenfelder, Jessica Dubé & Bryce Davison, Stanick Jeannette, Jeremy Abbott, Daisuke Takahashi, Alissa Czisny, Tomáš Verner und Michal Březina.
Camerlengo und Krylowa sind verheiratet und haben zwei Kinder.

## Ergebnisse

### Eistanz
(mit Stefania Calegari)
| Wettbewerb / Jahr            | 1986 | 1987 | 1988 | 1989 | 1990 | 1991 | 1992 | 1993 |
| ---------------------------- | ---- | ---- | ---- | ---- | ---- | ---- | ---- | ---- |
| Olympische Winterspiele      |      |      |      |      |      |      | 5.   |      |
| Weltmeisterschaften          | 15.  |      |      | 7.   | 10.  | 6.   | 4.   | 6.   |
| Europameisterschaften        | 12.  | 13.  | 11.  | 5.   |      | 6.   | 4.   | 5.   |
| Italienische Meisterschaften |      |      |      | 1.   |      | 1.   | 1.   | 1.   |

(mit Diane Gerencser)
| Wettbewerb / Jahr       | 1997 | 1998 |
| ----------------------- | ---- | ---- |
| Olympische Winterspiele |      | 17.  |
| Weltmeisterschaften     |      | 16.  |
| Europameisterschaften   | 11.  | 13.  |